# فيلدينغ إل. رايت
فيلدينغ إل. رايت (بالإنجليزية: Fielding L. Wright)‏ هو محامي وسياسي أمريكي، ولد في 16 مايو 1895 في الولايات المتحدة، وتوفي في 4 مايو 1956 في نفس البلد. حزبياً، نشط في الحزب الديمقراطي.

## مناصب
- انتخب عضو مجلس ولاية مسيسيبي.
- انتخب عضو مجلس نواب مسيسيبي.
- انتخب نائب حاكم ميسيسيبي [الإنجليزية]‏ (18 يناير 1944 – 2 نوفمبر 1946).
- انتخب حاكم ميسيسيبي [الإنجليزية]‏ (2 نوفمبر 1946 – 22 يناير 1952).